# 赤レンガ倉庫
赤レンガ倉庫（あかレンガそうこ）は、明治・大正時代に造られた煉瓦造の倉庫。

## 概要
日本では各地にあるが、中には観光施設として転用されているものも見られる。煉瓦造の建物は、明治時代以降新たに興った産業や鉄道、軍などの施設として造られ、それ自身が歴史の証人であるといえる。また、耐震上の理由から現在では造られないため、独特のノスタルジーを感じさせ、地域のシンボル的な存在になっていることも多い。

## 主な一覧
よく知られるものとしては、以下のようなものがある。
- 北海道小樽市 - 小樽運河沿い倉庫街に煉瓦造倉庫がある。
- 北海道函館市 - 西部地区十字街そばに金森赤レンガ倉庫、弁天町に函館どつくレンガ倉庫がある。
- 神奈川県横浜市 - 明治44年と大正2年に建設された2棟の倉庫。→　横浜赤レンガ倉庫
- 石川県金沢市 - 明治末期から大正初期に建設された旧陸軍第9師団（金澤陸軍）兵器支廠の兵器庫3棟。→　石川県立歴史博物館
- 福井県敦賀市 - 明治38年築の紐育スタンダード石油会社のモダンな倉庫。→　敦賀赤レンガ倉庫
- 愛知県半田市 - 明治31年築の旧カブトビール工場。→　半田赤レンガ建物
- 京都府舞鶴市 - 明治34年から大正8年に建設された旧海軍の12棟の倉庫。→　舞鶴赤レンガ倉庫群
- 大阪府大阪市 - 大正12年に大阪港の築港地区に建設されたもと住友倉庫の港湾倉庫。→　築港赤レンガ倉庫
- 兵庫県神戸市 - 明治31年に建設された3棟の倉庫。→　煉瓦倉庫レストラン街
- 兵庫県姫路市 - 明治時代から大正2年に建設された旧陸軍第10師団の兵器庫・被服庫。→　姫路市立美術館
- 兵庫県洲本市 - 明治時代に建設された旧鐘紡洲本工場原綿倉庫。→　旧鐘紡洲本工場原綿倉庫
- 広島県呉市 - 旧呉海軍工廠赤レンガ倉庫群。
- 香川県善通寺市 - 旧陸軍第11師団の兵器庫として明治38年から建設された3棟が現存する。現在は陸上自衛隊善通寺駐屯地敷地内にある。
- 長崎県佐世保市 - 旧日本海軍の基地の倉庫として20棟の倉庫群がある。現在はアメリカ海軍佐世保基地内にある。